# Astreopora cucullata
Astreopora cucullata är en korallart som beskrevs av Lamberts 1980. Astreopora cucullata ingår i släktet Astreopora och familjen Acroporidae. IUCN kategoriserar arten globalt som sårbar. Inga underarter finns listade i Catalogue of Life.